# Rivière Esperey
Rivière Esperey är ett vattendrag i Kanada.   Det ligger i provinsen Québec, i den sydöstra delen av landet, 290 km norr om huvudstaden Ottawa. Rivière Esperey ligger vid sjön Lac Altesse.
I omgivningarna runt Rivière Esperey växer i huvudsak blandskog. Trakten runt Rivière Esperey är nära nog obefolkad, med mindre än två invånare per kvadratkilometer.